# Reteporellina delicatula
Reteporellina delicatula är en mossdjursart som beskrevs av Hayward 1974. Reteporellina delicatula ingår i släktet Reteporellina och familjen Phidoloporidae. Inga underarter finns listade i Catalogue of Life.